# Alena Bahníková
Alena Bahníková (* 20. února 1948 Liberec) je česká překladatelka z italštiny a autorka učebnice italštiny. Otec Václav Bahník byl překladatel italské a antické literatury.

## Životopis
Střední školu absolvovala v rodném Liberci. Studovala italštinu, francouzštinu a češtinu na filosofické fakultě Univerzity Karlovy (1966–1971).Po absolutoriu začala učit italštinu a francouzštinu v Jazykové škole Praha, učí tam dodnes. Je autorkou a spoluautorkou učebnic italštiny.
V roce 1976 se podílela na založení ineditního spolku Societas Incognitorum Eruditorum II (první učená společnost toho jména existovala v Olomouci 1746–52). Od května 1976 do prosince 1988 vydávali (12–18 přátel, převážně absolventů FFUK a MFFUK), strojopisný kulturně-politický měsíčník Acta incognitorum. (Dnes v Libri Prohibiti J. Gruntoráda.) Do Act přispívala především překlady z italštiny a francouzštiny, recenzemi nové italské beletrie, též cestopisnými črtami.
V roce 1991 obdržela od I.D.I. (Istituto del Dramma Italiano) cenu Angela Maria Ripellina (cena za překlady italských her do slovanských jazyků.)
Po listopadu 1998 začala učit též na fakultě sociálních věd Univerzity Karlovy, učí zde dodnes.

## Překlady
- Amarcord, Federico Fellini, Tonino Guerra, Praha, Odeon 1973.
- Nápady, Leonardo da Vinci, Odeon 1982; Praha, Ivo Železný 1996.
- O malířích (Mestiere di pittore, Scritti sull´arte e la società), s Václavem Bahníkem), Renato Guttuso, Praha, Odeon 1984.
- Ugo, Carla Vistarini, Istituto Italiano di Cultura 1991.
- Valérie a svět divů (Valeria delle meraviglie), Ubaldo Soddu, Praha, Istituto Italiano di Cultura 1992.
- Máma hrdinka (Mamma eroina), Maricla Boggio, Praha, Istituto Italiano di Cultura 1993.
- Poslední měsíce (Le ultime lune), Furio Bordon, Praha, Istituto Italiano di Cultura 1993.
- Nevyřčená slova, (La parola tagliata in bocca), Enzo Siciliano, Praha, Istituto Italiano di Cultura 1993.
- Don Giovanni a jeho sluha (Don Giovanni e il suo servo), Rocco Familiari, Praha, Istituto Italiano di Cultura 1994.